# Roberto Falaschi
Roberto Falaschi (Cascina, Pisa, Toscana, 9 de junio de 1931 - Pisa, 30 de mayo de 2009) fue un ciclista italiano que fue profesional entre 1954 y 1963. En su palmarés destaca, por encima de todo, la victoria en una etapa del Giro de Italia de 1960.

## Palmarés
- 1955
  - Giro de las dos Provincias
- 1956
  - Vencedor de una etapa del Tour de Europa
- 1957
  - 1º en el Gran Premio Ceramisti
  - 1º en la Coppa Martire
- 1960
  - Vencedor de una etapa al Giro de Italia

## Resultados en Grandes Vueltas
Durante su carrera deportiva ha conseguido los siguientes puestos en las Grandes Vueltas:
| Carrera         | 1955 | 1956 | 1957 | 1958 | 1959 | 1960 | 1961 | 1962 | 1963 |
| --------------- | ---- | ---- | ---- | ---- | ---- | ---- | ---- | ---- | ---- |
| Giro de Italia  | Ab.  | ̈-    | Ab.  | 50.º | 60.º | 56.º | 59.º | 37.º | 49.º |
| Tour de Francia | -    | -    | -    | -    | Ab.  | 49.º | 50.º | 84.º | Ab.  |
| Vuelta a España | -    | Ab.  | -    | -    | -    | -    | Ab.  | -    | -    |